# Vittorio Giannini
Vittorio Giannini est un compositeur américain de symphonies, d'opéras et de chants. Il est né le 19 octobre 1903 à Philadelphie, décédé le 28 novembre 1966 à New York.

## Œuvres

### Musique symphonique
- Stabat mater (1922), SATB et orchestre
- Suite (1931), Orchestre
- Concerto pour Piano (1935)
- Symphonie ‘In memoriam Theodore Roosevelt’ (1935)
- Concerto pour Orgue (1937)
- Triptych (1937), Soprano, Chœur et Cordes
- Requiem (1937), Chœur et Orchestre
- Symphonie no. 1 ‘Sinfonia’ (1950)
- Divertimento no. 1 (1953), Orchestre
- Prelude et Fugue (1955) Orchestre à Cordes
- Preludium et Allegro (1958), symphonic band
- Symphonie no. 3 (1958), symphonic band
- The Medead (1960), Soprano, Chœur et Orchestre
- Divertimento no. 2 (1961), Orchestre
- Antigone (1962), Soprano, voix et Orchestre
- Psalm cxxx (1963), Violoncelle, Contrebasse et Orchestre
- Variations and Fugue (1964), symphonic band
- Symphonie no. 5 (1965)

### Opéras
- Lucedia (1934), opera, livret K. Flaster
- The Scarlet Letter (1938), opera, livret de Flaster d'après N. Hawthorne
- Beauty and the Beast(1938), Opéra en un acte
- Blennerhassett (1939), Opéra en un acte
- The Taming of the Shrew (1950), opera, livret de Giannini et D. Fee d'après Shakespeare
- The Harvest (1961), Opéra, livret par Flaster
- Servant of Two Masters (1966), Opéra, livret de B. Stambler, d'après C. Goldoni

### Piano et Voix
- "Tell Me, O Blue, Blue Sky" (1927), Piano et Voix
- "Sing to My Heart a Song" (c. 1942), Piano et Voix

### Piano et Violon
- Sonata no. 1 (1940), Violon et Piano
- Sonata no. 2 (1944), Violon et Piano

### Divers
- Quartet à Cordes (1930)
- Piano Quintet (1932)
- Variations on a Cantus firmus (1947), Piano